# Ледене очи
Ледене очи је српска хард рок група, основана у Зрењанину 2014. године.

## Рад групе
Крајем 2014. године, у Зрењанину је формиран рок састав Ледене очи. Бенд су формирали певач из Кикинде, Владимир Волков који започиње сарадњу са локалним Зрењанинским бендом. Потом се бенду придружује басиста Габријел Мадарас. После извесног времена, дружења и концерата, започињу соло пројекат у сарадњи са композитором/текстописцем Ђулом Мадарасом. Почетком пролећа 2014. године, снимају прве промо снимке за песме "Краљица", "Заувек ћеш мене љубити", "Године пролазе", "Бај бај бејби", "Ватра", "Дивно је". Октобра исте године, тројка почиње поново са радом. Песме су доведене до последње фазе. На миксу је учествовао трибјут бенд "Ајрон мејден" из Мађарске. Пројекат на ком су радили назван је "Ледене очи", по њиховој другој песми "Заувек ћеш мене љубити" у којој се помињу "Ледене Очи". Након неког времена снимају свој први спот за песму "Краљица" и представљају се јавно као бенд. Крајем новембра 2014. године, бенду се придружују нови чланови гитаристкиња Санела Ђембер и бубњар Халаи Норби. Бенд почиње заједно са првим наступима и представљају се на "Бунт рок мастерс" такмичењу где су стигли до полуфинала. На Бунту први пут поред "Краљице" изводе и њихову другу песму "Заувек ћеш мене љубити". Фебруара 2015. године, промовишу своју другу песму "Заувек ћеш мене љубити" за коју снимају спот у сарадњи са "Аудиолаб" студиом. Песма је добро прихваћена од стране публике и бенд почиње да се објављује у многим интернет музичким магазинима као што су "Мјузневс", "Хеличери", "Терапијанет", "Цивилон" и други. Њихове песме су емитоване на "Радио Кикинда" и "Зеница". Убрзо су објавили још четири песме "Ватра", "Битка за снове", "Године пролазе", "Бај, бај, бејби". Потом бенд почиње са свиркама после дугог периода рада у студију. Познати су по томе што свирају и обраде домаћег Екс-Ју Рока. Бенд се средином 2015. године враћа у студио, где снимају једну дует песму "Мењамо свет" коју су Владимир Волков и Санела Ђембер отпевали заједно. У 2015. години бенд је имао наступе на мото сусретима широм земље. На мото сусрету у Мужљи, "Руд Флајерс" су снимили два спота за песму "Без ње" и "Бај бај бејби" у сарадњи са "Аудио Лаб" студиом. Децембра 2015. године, из приватних разлога, Санела Ђембер одлучује да напусти бенд где на њено место долази гитариста Ђорђе Пилиповић из Карађорђева. Заједно су наступили са Генерацијом 5, Галетом из Кербера и Најдом из Смака. Данас свирају по клубовима и рок кафеима широм Србије. Свирали су на прослави 125 година Мужље. На њиховом Јутјуб каналу се налази свих једанаест песама са деби албума Битка за снове. Чланови Кербера и Освајачи су их прогласили својим наследницима.
Данас групу чине:
- Владимир Волков - вокал
- Санела Ђембер - гитара, вокал
- Пилиповић Ђорђе - гитара
- Ђула Мадарас - гитара
- Габријел Мадарас - бас-гитара, вокал
- Халаи Норби - бубњеви

## Дискографија

### Студијски албуми
1. 2016. Битка за снове